# Ankiliabo (Ampanihy)
Pour les articles homonymes, voir Ankiliabo.
Ankiliabo est une commune urbaine malgache située dans la partie sud-est de la région d'Atsimo-Andrefana.

## Géographie
Le fleuve Fiherenana passe non loin d'Ankiliabo.

## Économie
En septembre 2015, la découverte de saphir à Ankiliabo provoqua une ruée vers cette ville ; plusieurs milliers de personnes vinrent pour exploiter dans l'illégalité ce filon de saphir.